# Pedro Enríquez de Acevedo
Pedro Enríquez o Henríquez de Toledo, después Enríquez o Henríquez de Acevedo (Zamora, 21 de septiembre de 1525-Milán, 22 de julio de 1610) fue un noble, militar y político español titulado I conde de Fuentes de Valdepero y señor de Cambados jure uxoris.

## Biografía
Hijo de Diego Enríquez de Guzmán, III conde de Alba de Liste y de Catalina de Toledo y Pimentel.
Después de su matrimonio en 1572 con Juana de Acevedo y Fonseca, I condesa de Fuentes de Valdepero y señora de Cambados, adoptó su apellido y título.
En 1585 fue designado capitán general de la caballería de Milán, a las órdenes del gobernador de Milán Sancho de Guevara y Padilla. En 1589 sería nombrado capitán general de Portugal; defendió Lisboa contra el ataque del prior de Crato, que contaba con la ayuda de los ingleses John Norreys y Francis Drake, corsarios enviados por Isabel I de Inglaterra.
Puesto en 1595 al frente de los tercios de Flandes, tomó Doullens el 31 de julio y Cambrai el 7 de octubre, en el transcurso de la guerra contra Francia. Por sus relevantes méritos, Felipe II le nombró, en 1598, capitán general de España, consejero de Estado y Guerra y grande de España.
En 1600 fue designado gobernador de Milán, en donde se erigió en uno de los grandes procónsules periféricos de la monarquía de Felipe III que defendieron el prestigio de España fuera de sus fronteras frente a la política pacifista del duque de Lerma. Su actuación se encaminó a asegurar para las tropas españolas el tránsito desde Italia hasta Alemania y Flandes, a través de la Valtelina, lugar en el que construyó el famoso fuerte de Fuentes en Cólico.
| Predecesor: Juana de Acevedo y Fonseca        | Conde de Fuentes de Valdepero 1585 - 1610            | Sucesor: Manuel de Acevedo y Zúñiga        |
| Predecesor: Ernesto de Austria                | Gobernador de los Países Bajos españoles 1595 - 1596 | Sucesor: Alberto de Austria                |
| Predecesor: Juan Fernández de Velasco y Tovar | Gobernador del Estado de Milán 1600-1610             | Sucesor: Juan Fernández de Velasco y Tovar |